# Fehér éjszakák (film, 2019)
A Fehér éjszakák (eredeti címén Midsommar, a Netflix által adott magyar címén Midsommar - Fehér éjszakák) 2019-ben bemutatott horrorfilm Ari Aster rendezésében. A főszerepben Florence Pugh, Jack Reynor, William Jackson Harper, Vilhelm Blomgren, Ellora Torchia, Archie Madekwe, és Will Poulter láthatók. A cselekmény barátok egy csoportjáról szól, akik Svédországba utaznak egy fesztivált megnézni, amit csak kilencven évente egyszer rendeznek meg – hogy aztán egy skandináv pogány szekta bűvkörébe kerüljenek.
Az amerikai-svéd koprodukcióban készült filmet Aster eredetileg véres horrorfilmnek tervezte svéd kultisták főszereplésével. Aztán átírta a forgatókönyvet, és a cselekmény középpontjába egy felbomlóban lévő párkapcsolatot állított, melybe egy komoly szakítás utáni saját tapasztalatait írta bele. A filmet 2018 nyarán és őszén forgatták Budapesten.

## Cselekmény
A pszichológusnak tanuló Dani Ardort (lány) szörnyű tragédia éri: testvére, Terri úgy követ el öngyilkosságot, hogy szén-monoxiddal árasztja el a lakást és ebbe a szüleik is belehalnak. Ez az esemény is csak feszültséget okoz közte, és barátja, a kissé ridegen viselkedő kulturális antropológia-hallgató Christian Hughes között. Később rájön, hogy Christian és barátai, Mark és Josh, az egyik svéd barátjuk, Pelle meghívására Svédországba készülnek, hogy részt vegyenek egy fesztiválon, amit a fiú különös, önellátó kommunája szervez Hälsinglandben. Ezt a fesztivált Szent Iván éjszakája idején kilencven évente egyszer rendezik meg, Josh pedig, aki ugyancsak antropológus, nagyon szeretne szakdolgozatot írni a témából. Christian eltitkolta az utat Dani elől, mert még az indulás előtt szakítani akart vele, de a lány túl hamar szerez tudomást az utazásról, és így kénytelen magával vinni.
Svédországba utaznak, majd megérkeznek a kommunához, ahol találkoznak Simonnal és Connie-val, egy angol párral, akiket Pelle közösségének másik tagja, Ingemar hívott meg. Érkezésükkor pszichedelikus gombákkal kínálják meg őket, amitől Dani hallucinálni kezd és halott testvérét látja. A fesztivál megkezdődik, és már a második napon szörnyű dolgot látnak a látogatók: egy hatalmas szikláról leugorva öngyilkosságot követ el a közösség két idős tagja. Amikor a második nem hal meg az eséstől, a kommuna tagjai agónia hangját mímelik, majd egyikük egy pöröllyel szétveri az öreg fejét. Siv, a közösség egyik vezetője elmagyarázza a sokkolt fiataloknak, hogy ez náluk teljesen természetes dolog: az életüket négyszer tizennyolc évre osztották, és ha valamelyikük eléri a hetvenkét éves kort, öngyilkos lesz. Habár felkavarta őket a dolog, a fiatalok úgy döntenek, hogy maradnak, amíg Josh be nem fejezi a munkáját.
Eközben Christian is úgy dönt, hogy ebből a témából akar dolgozatot írni, amivel felbosszantja Josht, aki úgy véli, barátja utánozni akarja őt. Simon és Connie távozni akarnak, és Simon előbb tűnik el – Connie-nak azt mondják, hogy a fiú már előbb elment. Az ideges Connie úgy dönt, egyedül indul útnak – nem sokkal később női sikoly hallatszik az erdőből. Mark tudtán kívül levizeli a közösség szent fatörzsét, amely összeköti őket az elhunytakkal, amivel kiváltja azok haragját. Aznap este Inga, aki érdeklődést színlel iránta, elcsalja a vacsoraasztaltól, ezután nem látják. Aznap éjjel Josh úgy dönt, beszökik a szentélybe, ahová számukra tilos a belépés és lefényképez egy könyvet, amiben szent szövegek állnak rúnaírással (amelyet szintén megtiltottak nekik). A szentélyben egy meztelen férfi üt rajta, aki Mark lenyúzott arcát viseli, majd agyonveri őt is.
Másnap Danit megitatják egy pszichedelikus anyagokkal teli teával és játékra invitálják: táncolnia kell egy májusfa körül a többiekkel, és mivel ő bírja a legtovább a lányok közül, május királynőjévé koronázzák. Ezzel egy időben Christiannel is drogot itatnak, amelynek segítségével ráveszik, hogy vegyen részt egy termékenységi rituáléban, ahol is le kell feküdnie és teherbe kell ejtenie Maját, a közösség egyik tagját, aki kiszemelte őt. Mikor Dani felfedezi, hogy Christian és Maja szeretkeznek, miközben meztelen idős asszonyok kántálnak körülöttük, durva pánikrohamot kap, amit a közösség lánytagjai úgy segítenek leküzdeni, hogy utánozzák kiáltását és hisztérikus sírását. Christian elméje a rituálé után kitisztul, és amikor rádöbben, mi történt vele, meztelenül elmenekül. Útközben felfedezi Josh egyik, félig a földbe ásott lábát, a pajtában pedig, ahová menekült, Simon kifeszített testét, akinek felvágták a hátát, a tüdejét pedig azon keresztül kihúzták. Ezután elfogják és egy anyaggal teljesen lebénítják.
A kommuna vezetője ezután elmondja Daninak, hogy azért, hogy közösségük megszabaduljon a gonoszságtól, kilenc embert kell feláldozniuk. Az első négy áldozat kívülálló (Mark, Josh, Simon és Connie), akiket Pelle és Ingemar szántszándékkal csaltak ide, a másik négyet a közösség biztosítja (a két öreg, Ingemar, és az önként jelentkező Ulf). Mint májuskirálynőnek, Daninak a feladata, hogy kiválassza, ki legyen a kilencedik: Christian vagy egy kisorsolt személy. Dani a mozgásképtelen és katatón Christiant választja, akit belevarrnak egy kizsigerelt medve bőrébe, majd egy faépületbe viszik a többi áldozattal és holttesttel együtt. Ezután felgyújtják az épületet, a közösség tagjai pedig hangos kiáltásokkal mímelik a bent lévő még élők szenvedéseit. Dani, aki először iszonyattal néz oda, végül mosolyogni kezd.

## Szereplők
| Szerep           | Színész                | Magyar hang      |
| ---------------- | ---------------------- | ---------------- |
| Dani Ardor       | Florence Pugh          | Gulás Fanni      |
| Christian Hughes | Jack Reynor            | Szabó Máté       |
| Josh             | William Jackson Harper | Hamvas Dániel    |
| Pelle            | Vilhelm Blomgren       | Czető Roland     |
| Mark             | Will Poulter           | Penke Bence      |
| Connie           | Ellora Torchia         | Csuha Borbála    |
| Simon            | Archie Madekwe         | Baráth István    |
| Ulf              | Henrik Norlén          | Galbenisz Tomasz |
| Siv              | Gunnel Fred            | Andresz Kati     |
| Maja             | Isabelle Grill         |                  |
| Dagny            | Agnes Westerlund Rase  | Illésy Éva       |
| Inga             | Julia Ragnarsson       | Vámos Mónika     |
| Odd              | Mats Blomgren          | Lux Ádám         |
| Karin            | Anna Åström            | Kis-Kovács Luca  |
| Ingemar          | Hampus Hallberg        | Gacsal Ádám      |
| Ulla             | Liv Mjönes             | Miklós Eponin    |
| Hanna            | Louise Peterhoff       | Zakariás Éva     |
| Jarl             | Tomas Engström         | Szrna Krisztián  |
| Mats             | Lennart R. Svensson    | Forgács Gábor    |
| Arne             | Anders Beckman         | Fazekas István   |
| Dani anyja       | Fón Gabriella          |                  |
| Dani apja        | Bojári Zsolt           |                  |
| Terri Ardor      | Csányi Klaudia         |                  |

## Fordítás
- Ez a szócikk részben vagy egészben  a   Midsommar (film) című angol Wikipédia-szócikk ezen változatának fordításán alapul.  Az eredeti cikk szerkesztőit annak laptörténete sorolja fel. Ez a jelzés csupán a megfogalmazás eredetét és a szerzői jogokat jelzi, nem szolgál a cikkben szereplő információk forrásmegjelöléseként.